# Petrovce, Sobrance
Petrovce este o comună slovacă, aflată în districtul Sobrance din regiunea Košice. Localitatea se află la altitudinea de 279 m deasupra n.m., se întinde pe o suprafață de 16,48 km2 și în 2017 număra 203 locuitori.

## Istoric
Localitatea Petrovce este atestată documentar din 1571.

## Demografie
| An:                | 1994 | 2004    | 2014   | 2024   |
| ------------------ | ---- | ------- | ------ | ------ |
| Număr de persoane: | 306  | 234     | 214    | 211    |
| Diferență:         |      | −23,52% | −8,54% | −1,40% |

| An:                | 2023 | 2024   |
| ------------------ | ---- | ------ |
| Număr de persoane: | 207  | 211    |
| Diferență:         |      | +1,93% |